# 2014년 남동유럽 홍수
2014년 남동유럽 홍수는 2014년 5월 13일 이후 남동유럽에서의 거대한 홍수 사태를 말한다. 예베테(Yvette)라는 저기압 지역은 5월 14일부터 16일까지 최악의 홍수를 불러일으켰다. 보스니아와 세르비아에서의 강우량은 120년만에 기록상 최고 수준을 달하게 되었다. 5월 17일 기준, 홍수로 인해 최소 20명이 사망했고 16,000명 이상이 대피하게 되었다. 홍수는 현재 사바강에서 정점을 이루고 있으며 5월 21일 베오그라드를 통과했다. 홍수 7일 후까지 보스니아 헤르체고비나와 세르비아에서 160만명이 영향을 받은 것으로 조사되었다.
공공 안전에 위협을 일으키고 있는 주요 원인은 산사태이다. 5월 18일 발칸반도 전역에서 2,000건 이상의 산사태가 발생하여 여러 도시와 마을에 피해를 확산시켰다. 홍수에 대한 심각한 딜레마는 1990년대 보스니아 내전 단시 매립했던 지뢰가 떠오르고 있다는 문제이다. 대형 강이 불어나 수십 미터 이상 수위가 상승해 물에 잠긴 이후, 보스니아 헤르체고비나의 도보이와 세르비아의 오브레노바크에 가장 많은 사상자가 몰리게 되었다.

## 기상학적 역사

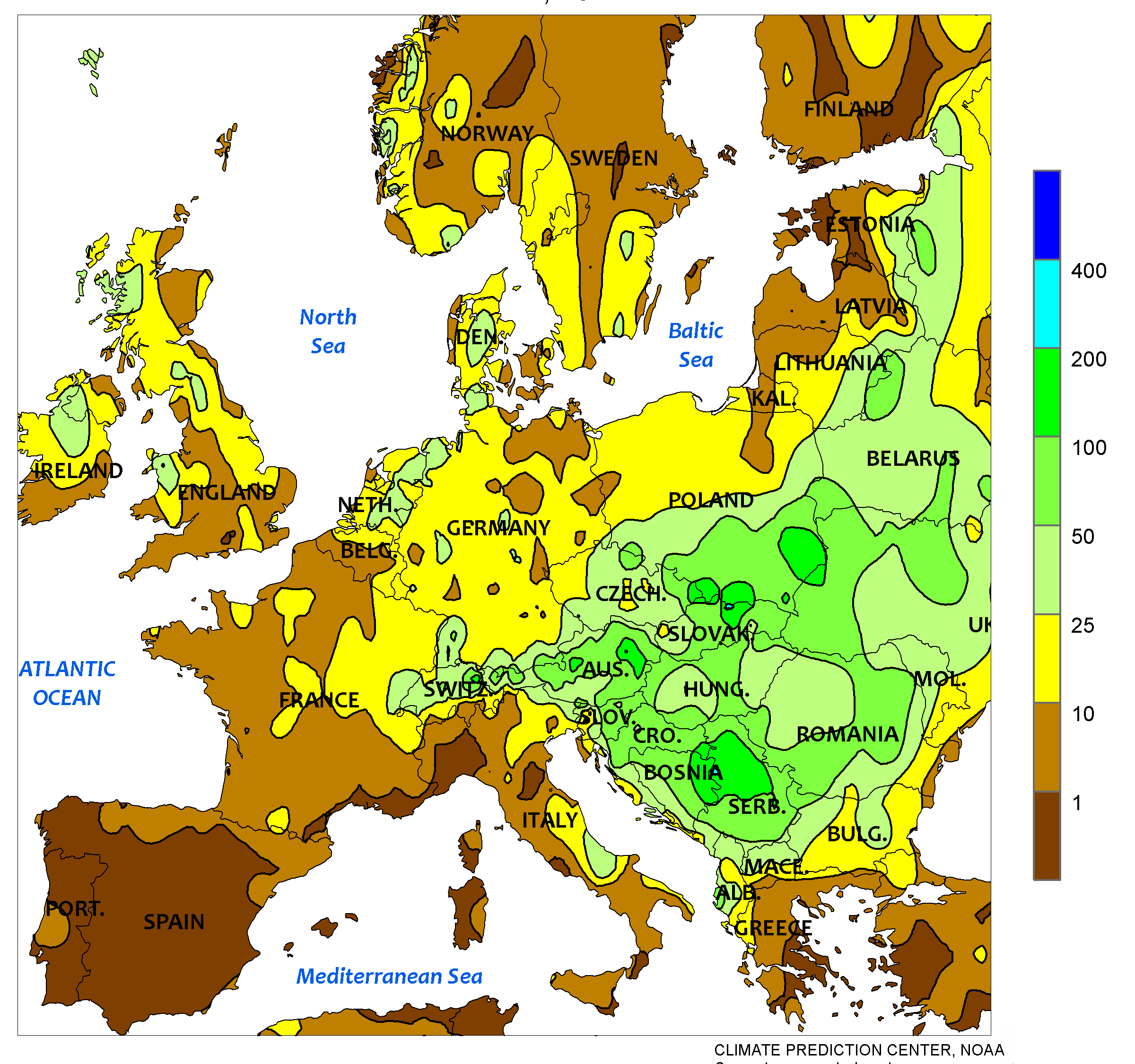
5월 11일부터 17일까지의 총 강수량 지도.

독일 기상청에 따르면, 5월 13일 아드리아해에 형성된 저기압이 중앙유럽 부근의 지중해 연안으로 움직였다. 차가운 북극 기단이 습한 아열대 공기와 만나 강한 저기압을 만들게 된 것으로 추측한다. 5월 14일, 저기압이 발칸 반도로 이동하고 더 이상 이동하지 않았다. 이 결과, 발칸반도 지역에 극단적인 폭우가 쏟아지면서 세르비아(베오그라드 주변)과 보스니아 헤르체고비나 북부에 매우 큰 영향을 미치게 되었다. 또한, 5월 3일과 4일에 루마니아, 이탈리아, 보스니아에 강한 폭우가 쏟아진 영향이 있었다. 보스니아 지방정부는 보스니아 헤르체고비나 공화국 전 영역에 대한 비상사태를 선포했다. 이러한 조치는 피해를 제한시켰지만 여전히 불어난 강과 홍수로 인한 피해는 커지고 있다. 세르비아와 보스니아의 기상학자들은 발칸 반도에 있는 사이클론의 이름을 "타마라"라고 이름붙였다. 5월 15일, 베오그라드의 강수량은 1897년부터 기록한 강수량 175리터를 넘는 205리터에 도달하게 되었다. 이 외에도, 세르비아의 베오그라드(107.9mm), 발레보(108.2mm), 로즈니차(110mm) 등 곳곳에서 신기록을 경신했다. 5월 17일, 강우량이 잠시 누그러지면서 구조 활동이 시작되었고 이후 날씨가 개기 시작했다. 5월 18일, 사이클론이 북서부로 이동했다.

## 영향 지역

홍수로 인한 영향을 가장 크게 받은 지역.

홍수의 영향을 가장 크게 받은 지역은 보스니아 헤르체고비나와 세르비아 지역이다. 이외에도, 동부 크로아티아와 루마니아 남부가 홍수로 인해 수 명이 사망했으며, 기타 오스트리아, 불가리아, 헝가리, 이탈리아, 폴란드, 루마니아, 세르비아, 슬로바키아에도 폭풍으로 인한 피해를 입었다.

## 같이 보기
- 유럽의 홍수 목록
- 2013년 유럽 홍수
- 2013년 사르디니아 홍수